# بطولة ويمبلدون 1980
هنا قائمة ببطولات ويمبلدون لسنة 1980:

## الكبار

### فردي رجال
بورن بورغ هزم  جون ماكإنرو, 1-6, 7-5, 6-3, 6-7(16-18), 8-6

### فردي سيدات
إيفون غولاغونغ هزم  كريس إيفرت, 6-1, 7-6

### زوجي رجال
بيتر ماكنامارا و بول ماكنامي هزم  روبرت لوتز و ستان سميث, 7-6(5), 6-3, 6-7(4), 6-4

### زوجي سيدات
كاثي جوردان و آن سميث هزم  روزي كاسالس و ويندي تورنبل, 4-6, 7-5, 6-1

### زوجي مختلط
جون أوستن و تريسي أوستن هزم  مارك إدموندسن و ديانا فرومهولتز, 4-6, 7-6(6), 6-3

## الشباب

### فردي أولاد
تيري تولاسن هزم  هانس دايتر باوتل, 6-4, 3-6, 6-4

### فردي بنات
ديبي فريمان هزم  سوزان لو, 7-6, 7-5

### زوجي أولاد
بدأت البطولة سنة 1982.

### زوجي بنات
بدأت البطولة سنة 1982.